# La Malène
La Malène (okcitán nyelven La Malena) község Franciaország déli részén, Lozère megyében. 2011-ben 162 lakosa volt.

## Fekvés
La Malène a Tarn partján fekszik, mély szurdokvölgyben (Gorges du Tarn), Sainte-Enimie-től 14 km-re délnyugatra. A szurdokvölgyet két karsztfennsík, északról a Causse de Sauveterre, délről pedig a Causse Méjean határolja. Területe 438–1012 m-es tengerszint feletti magasságban fekszik.
A következő szórványtelepülések tartoznak hozzá:
- A Causse de Sauveterre-en: Le Mazel-Bouissy, Cauquenas
- A Causse Méjean-on: Montignac, Rouveret, Rieisse

La Malène-t keletről Sainte-Enimie és Mas-Saint-Chély, északról Laval-du-Tarn és La Canourgue, nyugatról Saint-Georges-de-Lévéjac és Les Vignes községek határolják.

## Történelem
A Montesquiou-család a 15. században épített itt várat, melyet a 17. században kastéllyá alakítottak át. A francia forradalom idején ide börtönözték be a Marc-Antoine Charrier vezette lozère-i és aveyroni lázadókat. A 20. században a falu fő gazdasági ágazata az idegenforgalom lett, különösen népszerű a turisták körében a tutajozás a folyó vad vizén.

### Demográfia
| Év   | Lakosság |
| ---- | -------- |
| 1793 | 634      |
| 1851 | 657      |
| 1876 | 602      |
| 1901 | 692      |
| 1936 | 379      |

| Év   | Lakosság |
| ---- | -------- |
| 1946 | 327      |
| 1954 | 283      |
| 1962 | 265      |
| 1968 | 224      |

| Év   | Lakosság |
| ---- | -------- |
| 1975 | 232      |
| 1982 | 197      |
| 1990 | 188      |
| 1999 | 171      |
| 2010 | 166      |

## Nevezetességek
- Manoir de Montesquiou - a Montesquiou-család 15. században épült, a 17. században teljesen átépített kastélya ma luxusszállóként működik.
- Les Détroits - a Tarn szurdokvölgyének egyik leglátványosabb része.
- A falu temploma a 12. században épült.
- A Causse Méjean peremének kilátóhelyei a Roc des Hourtous (921 m) és a Roc du Serre.

## Képtár

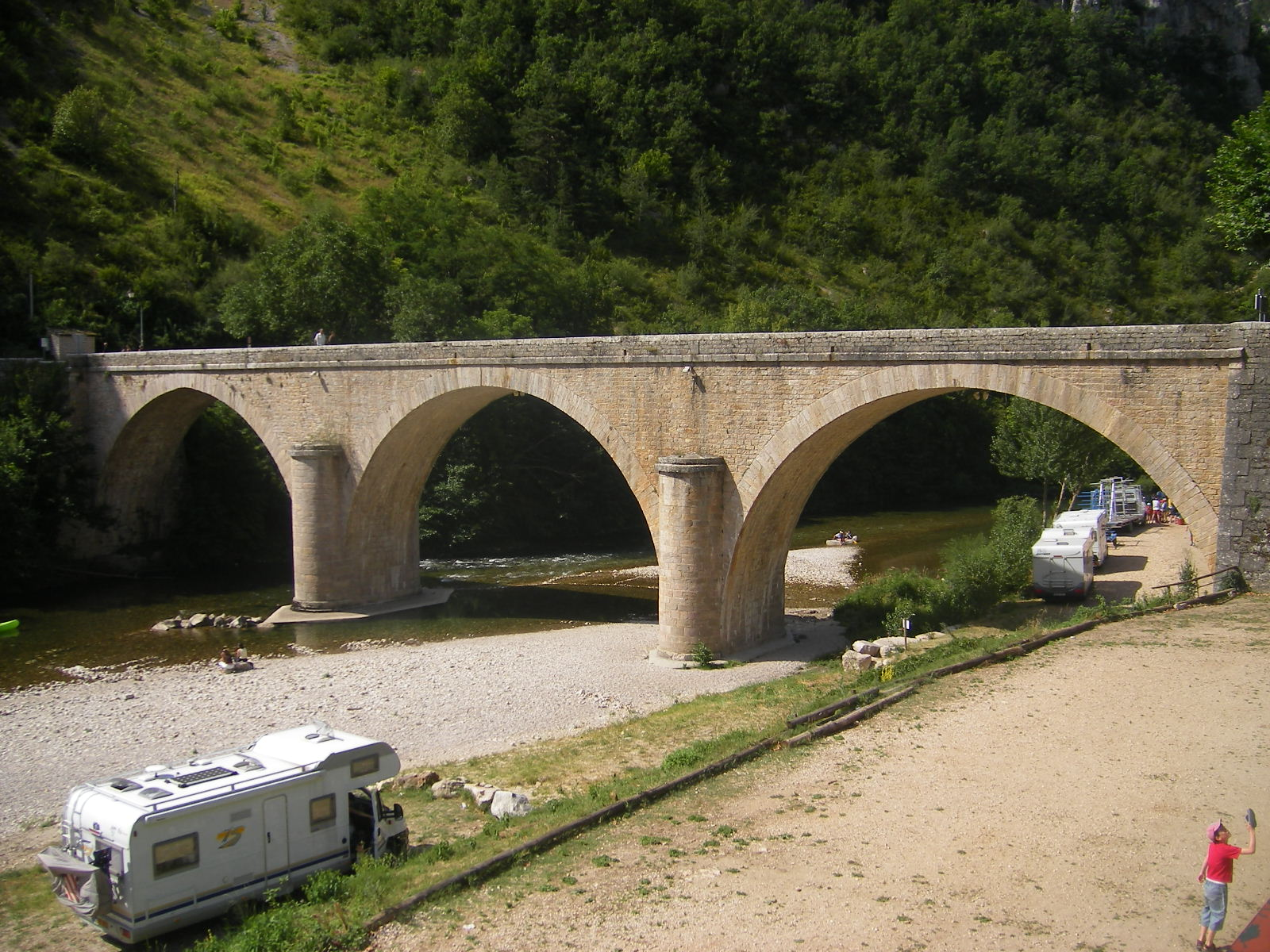
Híd a Tarnon La Malène-nél (1954-ben épült)
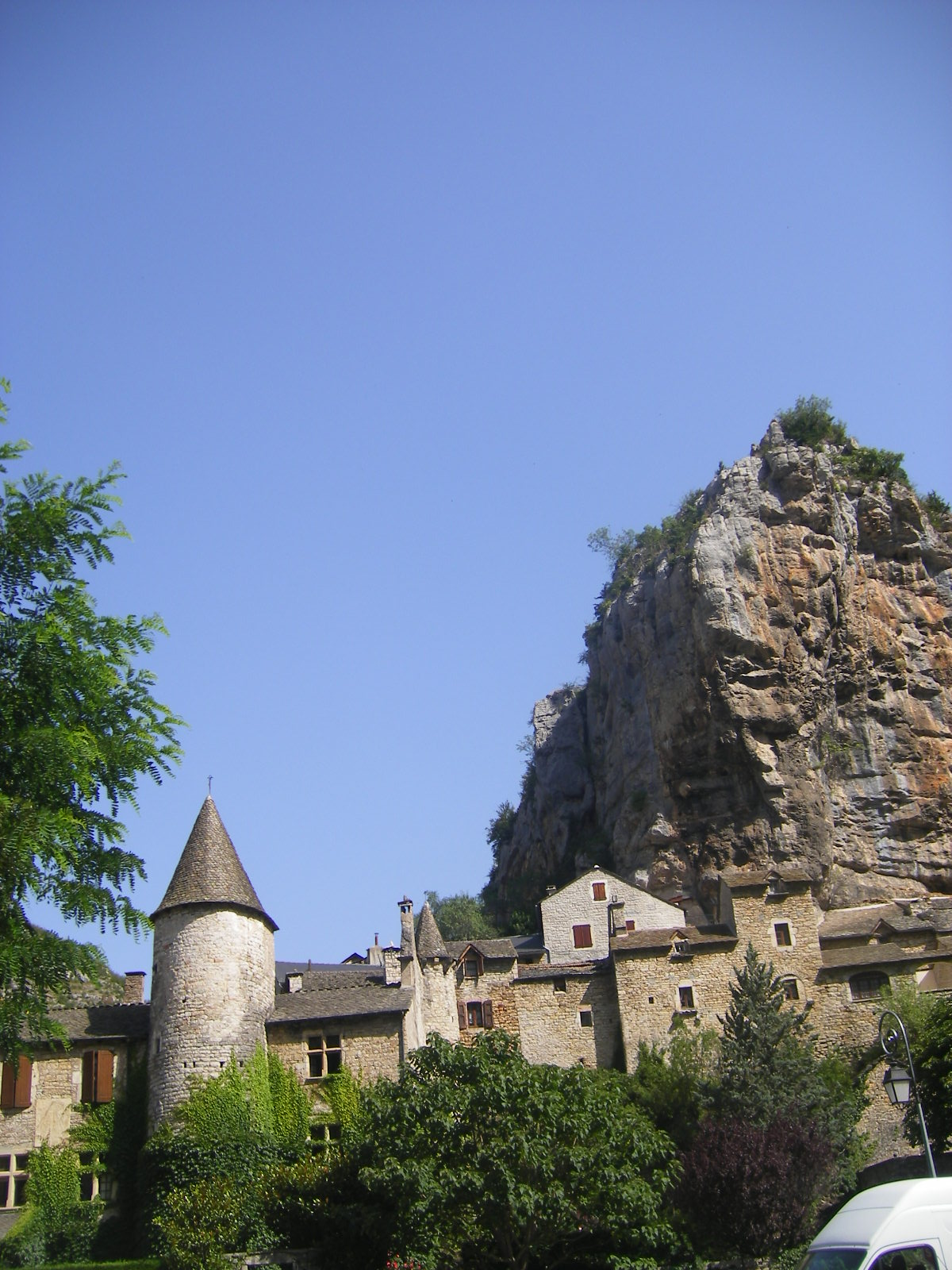
La Malène kastélya
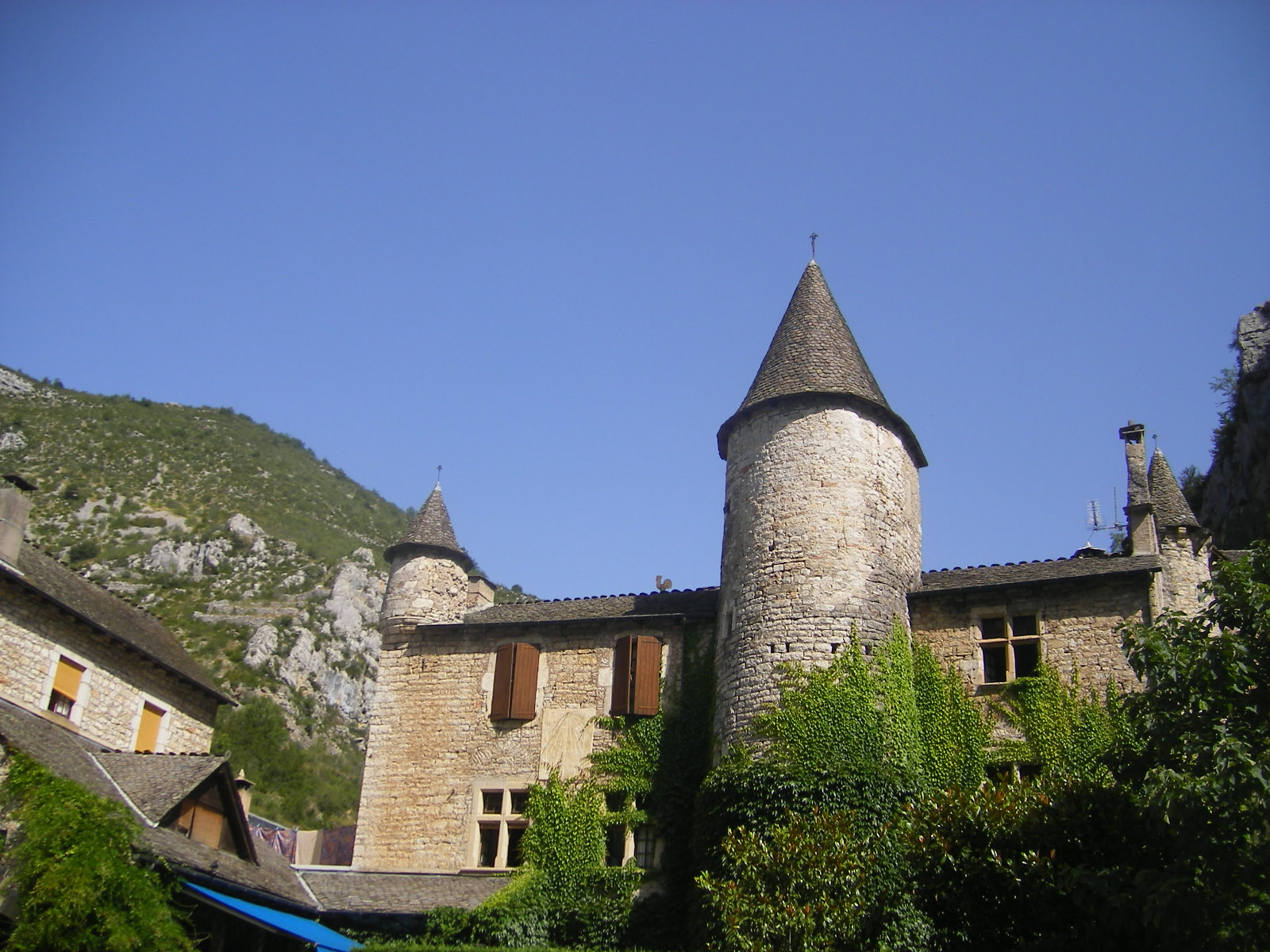
La Malène kastélya
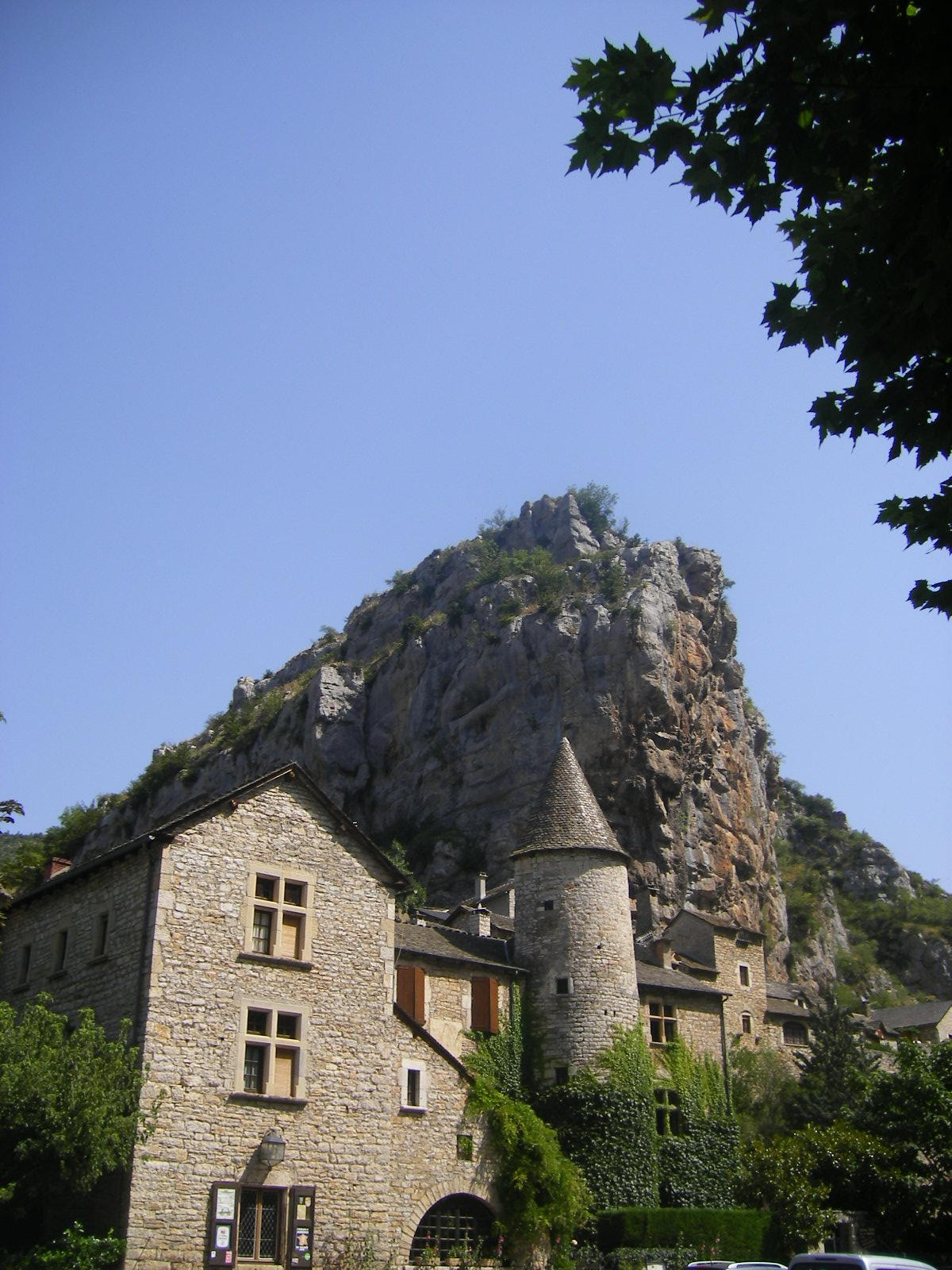
La Malène kastélya
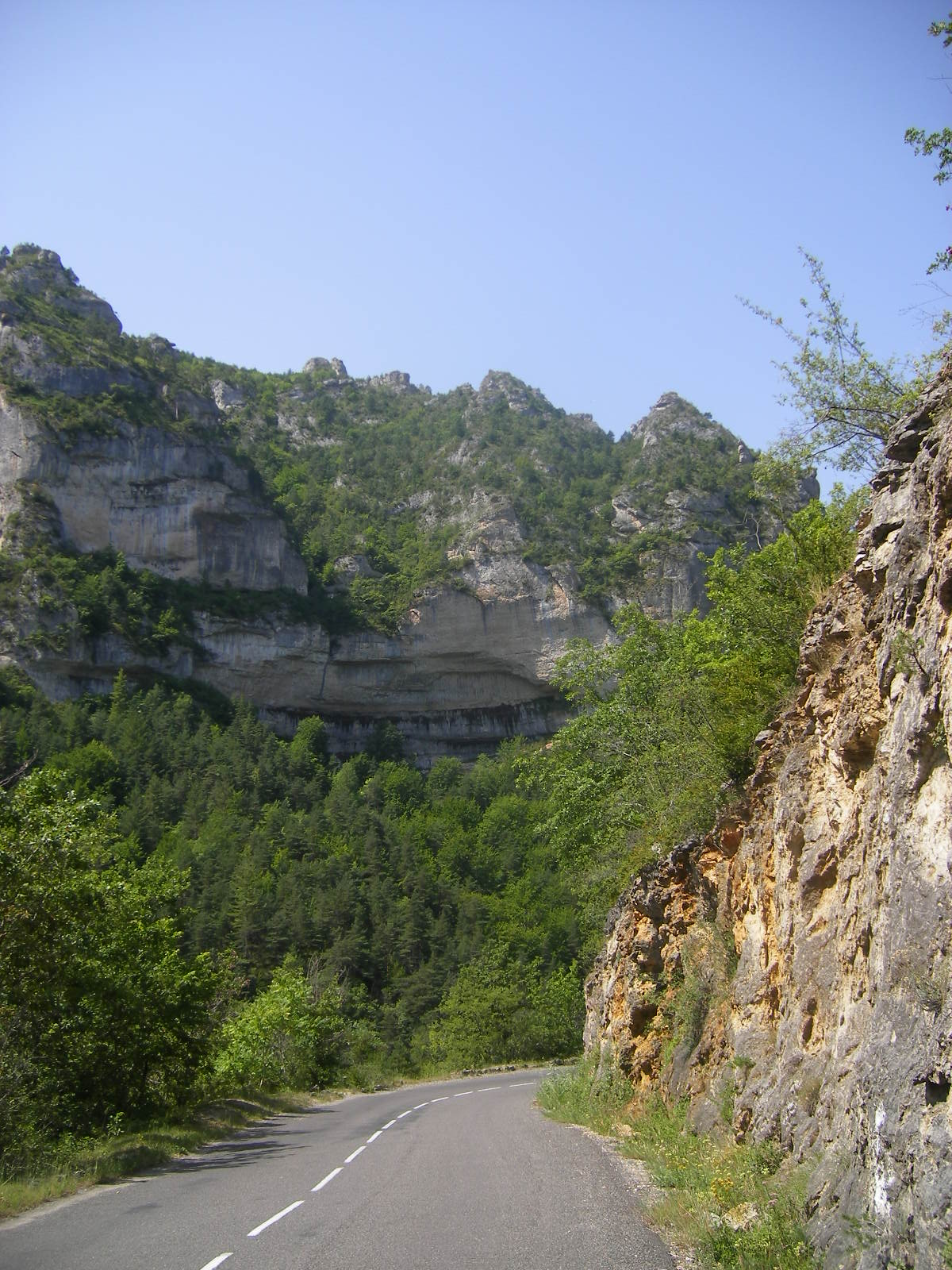
A Tarn szurdokvölgye
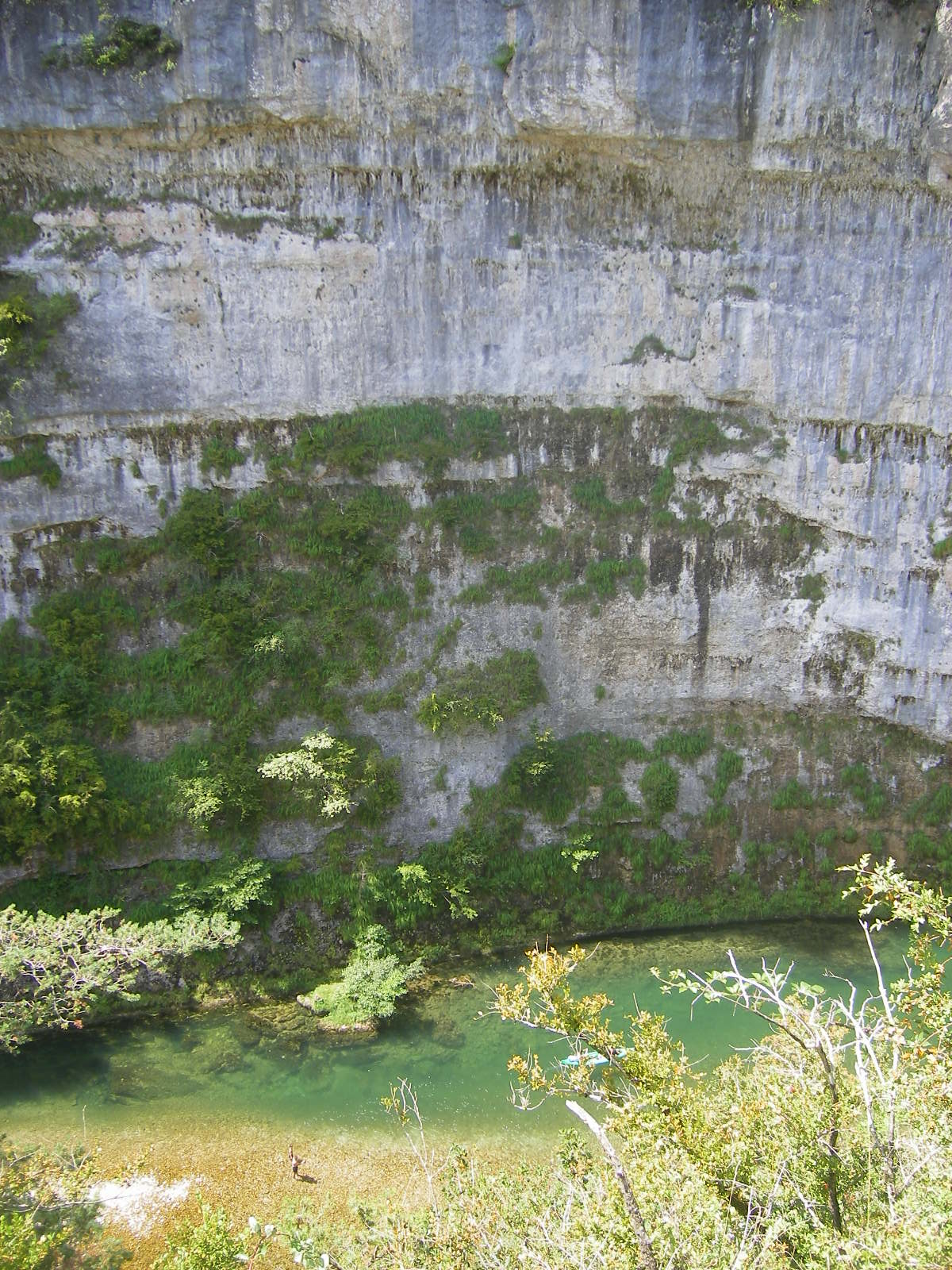
A Tarn szurdokvölgye
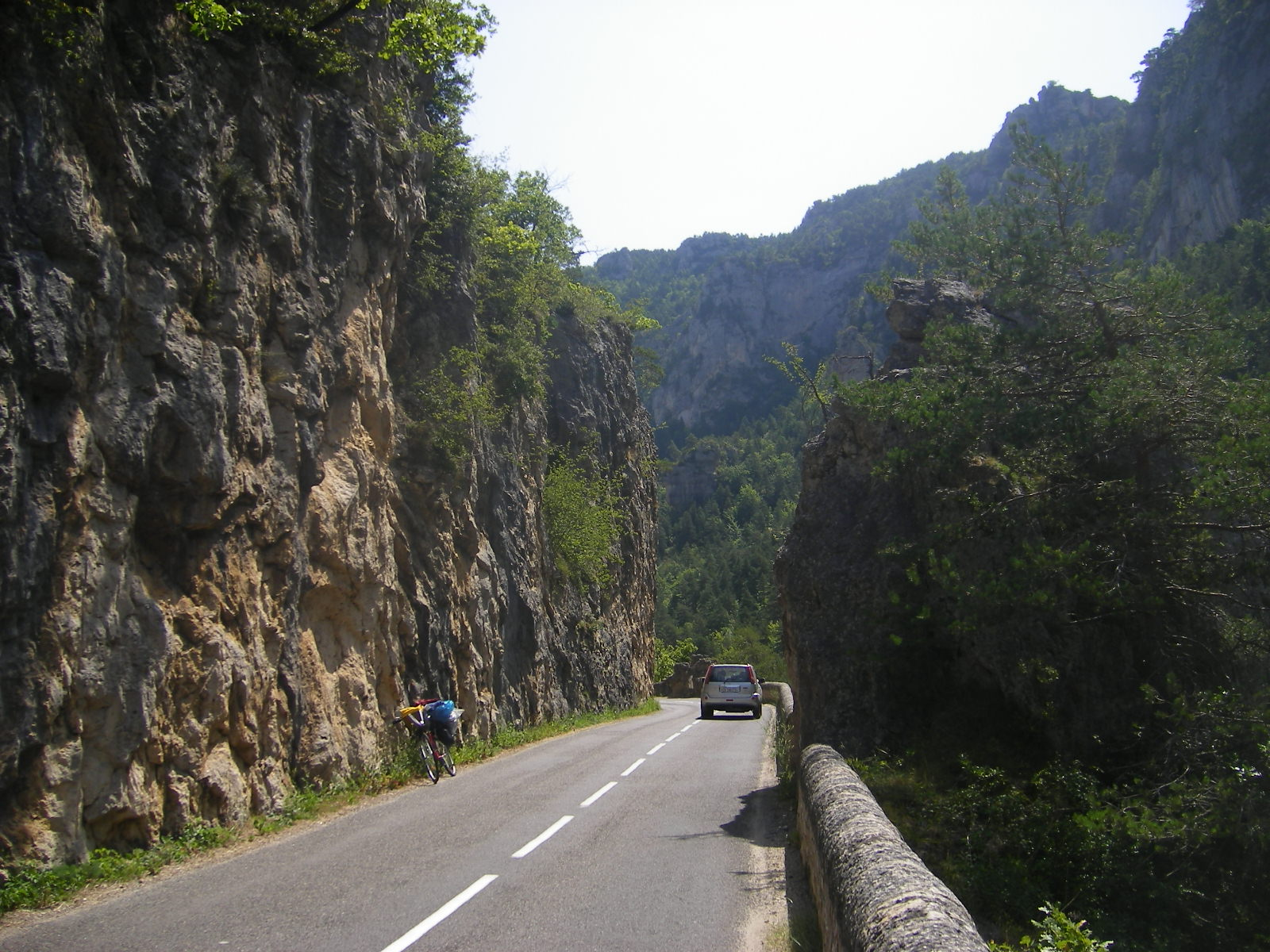
A Tarn szurdokvölgye
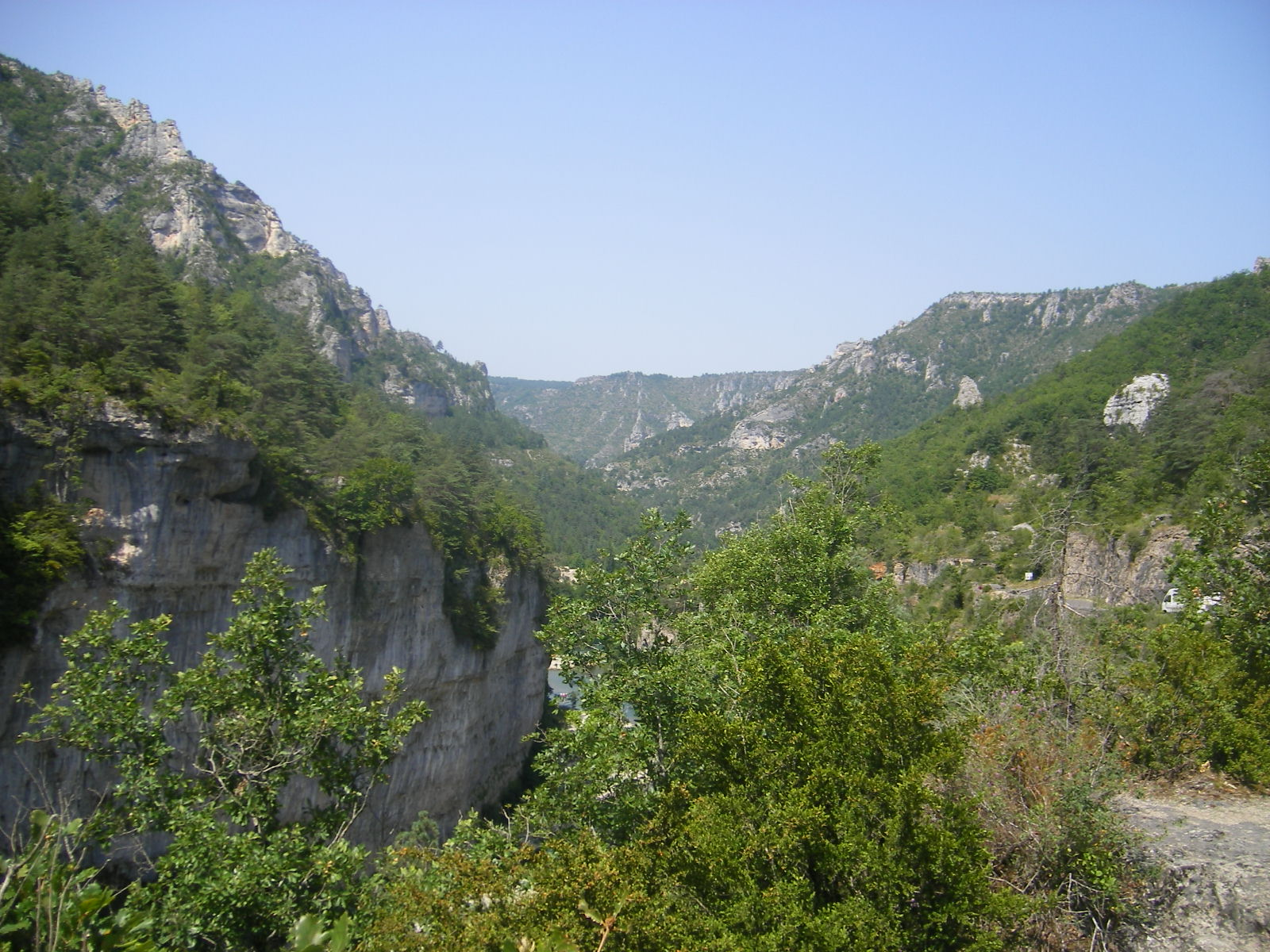
A Tarn szurdokvölgye
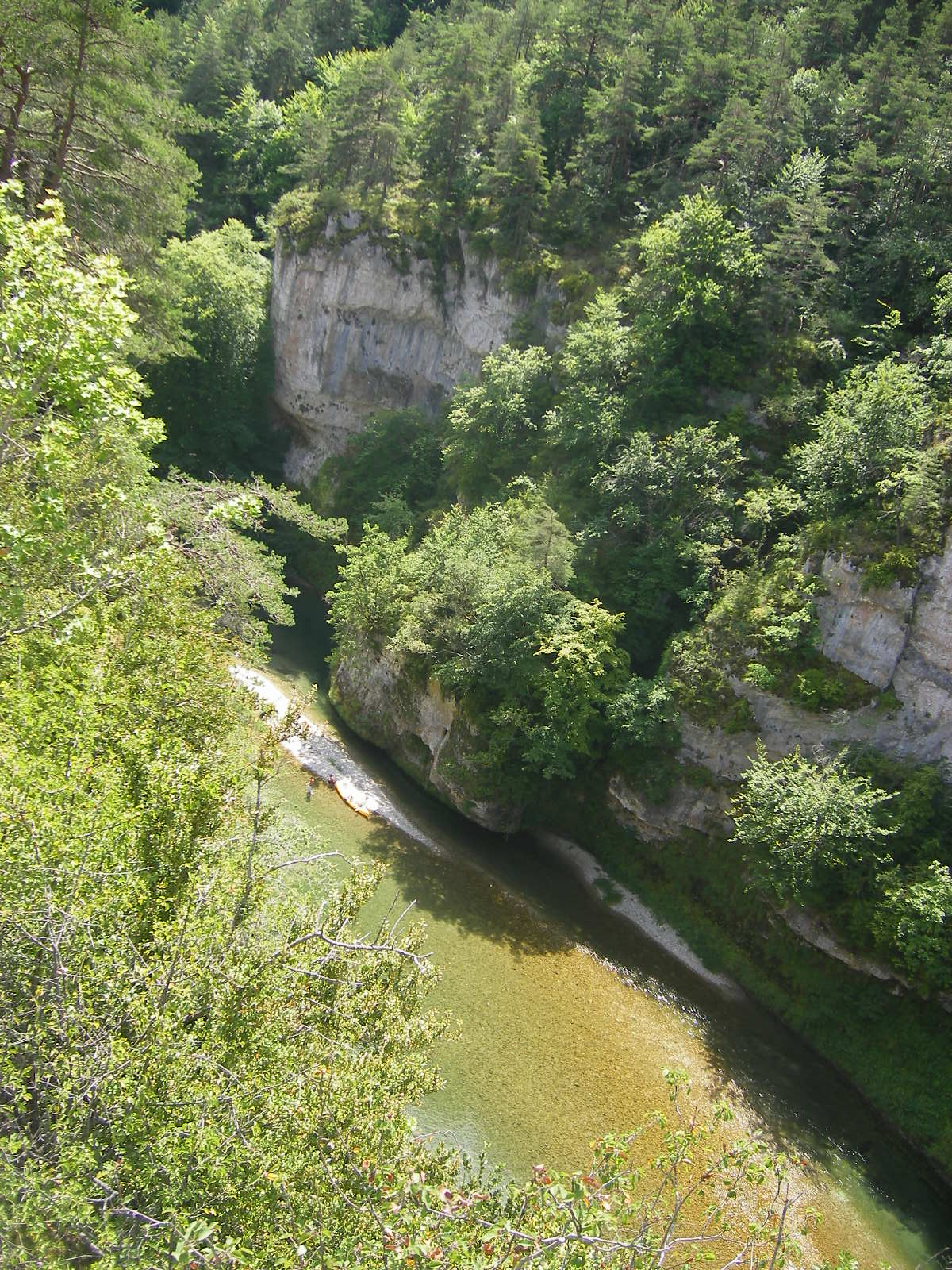
A Tarn szurdokvölgye

## Kapcsolódó szócikk
- Lozère megye községei